# Långmyrs vatten
Långmyrs vatten är en sjö i Orusts kommun i Bohuslän och ingår i Göta älv-Bäveåns kustområde.